# Марко Ливије Салинатор
Марко Ливије Салинатор (лат. Marcus Livius Salinator; 254. п. н. е.—око 200. п. н. е.) је био римски војсковођа, политичар, цензор и два пута римски конзул. Познат је по победи у Другом илирском рату и у бици код Метаура у Другом пунском рату.

## Други илирски рат
Изабран је по први пут за конзула 219. п. н. е. заједно са Луцијем Емилијем Паулом. Оба конзула су била послана против Деметрија са Фароса и започели су Други илирски рат. Луције Емилије Паул је након седмодневне опсаде заузео најутврђенији град, па су падом Димала Илири били обесхрабрени и предавали су многе градове без борбе. Након тога заузео је и Фарос ратном варком, а Деметрије са Фароса је побегао у Македонију. Полибије не помиње Салинаторово учешће у главним подухватима, иако се зна да су оба конзула зарадила тријумф због учешћа у Другом илирском рату.

## Суђење
Двојица конзула оптужена су по повратку у Рим да су проневерили ратни плен. Луције Емилије Паул је једва избегао осуду. Међутим Марко Ливије Салинатор је био проглашен кривим од стране 34 трибе, а само је једна триба гласала да није крив. Изгледа да се радило о неправедној осуди, а Марко Ливије је био толико понижен да је напустио град и живео је на свом имању неколико година не учествујући у јавном животу.

## Повратак Ливија
Конзули Марко Клаудије Марцел и Марко Валерије Левин поново су га позвали 210. п. н. е. након осам година одсуства из јавнога живота. Појавио се бедно одевен, запуштене браде и косе и показивало се да није заборавио понижење. Цензори су га натерали да се уреди и да заузме своје место у Сенату. Међутим и као сенатор није се оглашавао пуне две године, све док није био присиљен 208. п. н. е. да брани свога рођака Марка Ливија Маката. Сенатори су закључили да је била велика грешка што је био кажњен. Пошто је био потребан један плебејац да буде конзул поред Гаја Клаудија Нерона предложили су да буде конзул за 207. п. н. е.

## Изабран по други пут за конзула
Након погибије Гаја Фламинија, Марцела и Тиберија Семпронија Граха био је готово једини плебејски војсковођа на кога је Рим могао да рачуна. Због доласка Хасдрубала Барке са новом војском на север Италије био је потребан искусан војсковођа и то је био један од разлога за избор Марка Ливија за конзула. Марко Ливије је одбијао да буде изабран, протестовао је како су могли раније да га осуде, а сада га бирају за конзула.[10] Ипак сенатори су га на крају наговорили да пристане да буде изабран за конзула.[11] Међутим постојао је још један проблем. Марко Ливије је био у непријатељству са другим конзулом Гајем Клаудијем Нероном, али и тај проблем је решен захваљујући ауторитету Сената.

## Хасдрубал Барка стиже са војском преко Алпа
Салинатор је добио задатак да се суочи са Хасдрубалом Барком на северу Италије, а Нерон је добио задатак да се бори са Ханибалом на југу Италије. Хасдрубал Барка је при крају 208. п. н. е. стигао до Алпа и чекао је пролеће 207. п. н. е. да пређе Алпе. Ливије је требало са војском да дочека Хасдрубала при силаску са Алпа у Цисалпинској Галији, тј у Падској низији. Жалио се да за разлику од другога конзула није добио довољно квалитетне војске, па му је Сенат одобрио да изабере војску по потреби. Хасдрубал Барка је прешао Алпе много лакше него што је било ко очекивао и одмах су му се у Падској низији прикључила галска племена.

## Нерон долази са изабраном војском да помогне Ливију
Квинт Фабије Максим је саветовао Марка Ливија да буде опрезан, да не жури док добро не упозна Хасдрубала. Хасдрубал се појавио раније него што је било што очекивао, а Ливије га није одмах напао, тако да је Хасдрубал дошао до Плацентије, коју је једно време опседао. Хасдрубалов циљ је био да се споји са Ханибалом. Послао је Ханибалу курире, предлажући да се састану у Умбрији, али курири и поруке завршили су код конзула Нерона. Нерон је одмах кренуо са 7.000 пробраних војника према Ливијевој војсци. Логор Марка Ливија Салинатора налазио се крај Сене, а Хасдрубал је био удаљен мање од једног километра. Када је стигао Нерон са новом војском Ливије је одлучио да не шири логор, са циљем да непријатељ не примети колика је римска војска.[18] Нову војску су примали на место на коме је логоровала постојећа, а све са циљем да обману Хасдрубала.

## Битка код Метаура
Марко Ливије Салинатор је до Неронова доласака са 7.000 војника располагао са 4 римске легије и са нешто савезника. Хасдрубал је ујутро, када је требало да дође до битке, приметио да је римска војска постала бројнија, па је због тога одлучио да одбије битку и почео је да се повлачи према Ариминију. Римска војска га је следила и присилила на битку код Метаура. Картагињанска војска је била потпуно поражена у бици код Метаура 207. п. н. е. У бици је погинуо Ханибалов брат Хасдрубал Барка. Гај Клаудије Нерон је дао да се Хасдрубалу одсече глава и да се баци у Ханибалов логор као доказ како му је завршио брат. Марко Ливије и Нерон су због те победе заслужили тријумфални улазак у Рим.

## Проконзул
Марко Ливије је крајем 207. п. н. е. био именован за диктатора да би спровео изборе за конзуле. Током 206. п. н. е. и 205. п. н. е. био је проконзул са седиштем у Етрурији. Располагао је са две легије робова, који су се добровољно борили. При крају 205. п. н. е. кренуо је са војском из Етрурије у Цисалпинску Галију, са циљем да помогне претору Спурију Лукрецију да се супротстави Магону Барки, који се тада био искрцао у Лигурији. Заједно са Спуријем Лукрецијем успешно је две до три године задржао Магона Барку у Лигурији.

## Цензор
Током 204. п. н. е. изабран је за цензора заједно са Гајом Клаудијем Нероном. Успоставио је нови порез на сол, због чега је и добио надимак Салинатор. Стално се свађао са Нероном, као и са онима, који су били одговорни за његово осуђивање. Због свађе између двојице цензора један од народних трибуна одредио је дан за гласање о њиховом смењивању. Међутим Сенат се успротивио таквој акцији, сматрајући да треба да се задржи принцип, по коме цензори никоме не одговарају за своје акције.